# 札幌市立札苗北中学校
札幌市立札苗北中学校（さっぽろしりつ さつなえきたちゅうがっこう）は、札幌市東区にある公立中学校。